# Langa de Duero
Langa de Duero je španělská obec, která leží v comarce Tierras del Burgo v provincii Soria v autonomním společenství Kastilie a León. V obci žije 716 obyvatel. Langa de Duero leží asi 150 km severně od Madridu, 88 km na západ od Sorie, 30 km na západ od Burgo de Osma a 28 km na východ od Arandy de Duero. Obcí protéká řeka Duero. V okolí obce, stejně jako v dalších obcích v údolí Duera, se pěstuje víno (Ribera del Duero).

## Historie
Osídlení se v tomto místě datuje od 1. století př. n. l., nejprve bylo keltiberské, římské, křesťanské, pak muslimské a opět křesťanské. Nad obcí se tyčí hrad Langa de Duero (nazývaný též „El Cubo“ – kostka) z 15. století, v obci se pak nachází kostel sv. Michaela Archanděla z 18. století.

## Doprava
Obcí prochází obchvat silnice N 122, která tvoří spojnici mezi městy Soria, Valladolid a Zamora. Přes řeku Duero vede starý kamenný most. Obcí procházela železniční trať Valladolid–Ariza, která však byla v roce 1994 uzavřena a zrušena.